# Alda d'Este

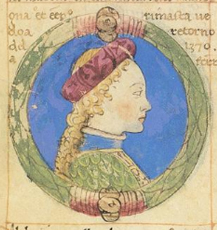
Alda d'Este.

Alda d'Este (Ferrara, 18 luglio 1333 – Mantova, 26 settembre 1381) è stata una nobile italiana.

## Biografia

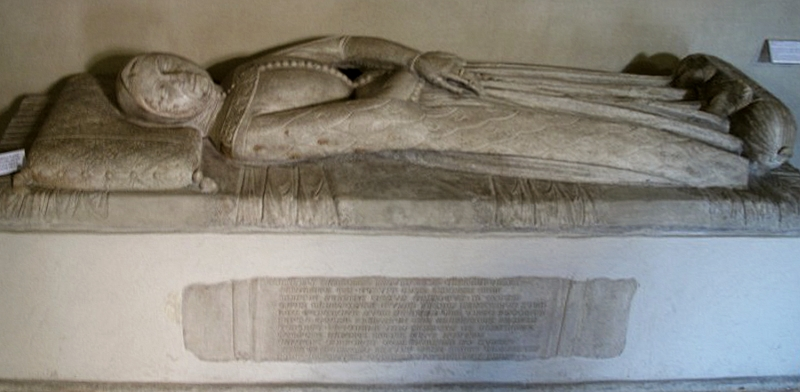
Mantova, Palazzo Ducale, Bonino da Campione, lastra tombale di Alda d'Este.

Era figlia di Obizzo III, marchese di Ferrara dal 1326 e di Lippa Ariosti.
Alla sua morte, nel 1381, il marito Ludovico I Gonzaga, fece erigere il suo monumento funebre nella Chiesa di San Francesco, che venne distrutto nel 1802.
Nelle collezioni di Palazzo Ducale a Mantova (Appartamento di Guastalla in Corte Vecchia), è presente la scultura funebre in marmo di Alda d'Este attribuita a Bonino da Campione, che dagli inizi dell'Ottocento era ritenuta di Margherita Malatesta.

## Discendenza
Il 16 febbraio 1356 sposò Ludovico Gonzaga, terzo capitano del popolo di Mantova, dal quale ebbe due figli:
- Elisabetta (?-1432), andata in sposa a Carlo I Malatesta, signore di Rimini;
- Francesco (1366-1407), che gli successe come quarto Capitano del Popolo di Mantova.

## Ascendenza
|                        |                   |                          | Genitori                |  |  | Nonni |  |  | Bisnonni         |  |  | Trisnonni        |  |
|                        |                   |                          |                         |  |  |       |  |  | Obizzo II d'Este |  |  | Rinaldo I d'Este |  |
|                        |                   |                          |                         |  |  |       |  |  | Obizzo II d'Este |  |  | Rinaldo I d'Este |  |
|                        |                   | …                        |                         |  |  |       |  |  | Obizzo II d'Este |  |  |                  |  |
| Aldobrandino II d'Este |                   |                          |                         |  |  |       |  |  | Obizzo II d'Este |  |  |                  |  |
|                        |                   | Giacomina Fieschi        | Nicolò Fieschi          |  |  |       |  |  |                  |  |  |                  |  |
|                        |                   | Giacomina Fieschi        | Nicolò Fieschi          |  |  |       |  |  |                  |  |  |                  |  |
|                        |                   | Giacomina Fieschi        | Leonora                 |  |  |       |  |  |                  |  |  |                  |  |
| Obizzo III d'Este      |                   | Giacomina Fieschi        |                         |  |  |       |  |  |                  |  |  |                  |  |
|                        |                   | Tobia Rangoni            | Guglielmo Rangoni       |  |  |       |  |  |                  |  |  |                  |  |
|                        |                   | Tobia Rangoni            | Guglielmo Rangoni       |  |  |       |  |  |                  |  |  |                  |  |
|                        |                   | Tobia Rangoni            | …                       |  |  |       |  |  |                  |  |  |                  |  |
| Alda Rangoni           |                   | Tobia Rangoni            |                         |  |  |       |  |  |                  |  |  |                  |  |
|                        |                   | Caracosa Lupi di Soragna | Ugolino Lupi di Soragna |  |  |       |  |  |                  |  |  |                  |  |
|                        |                   | Caracosa Lupi di Soragna | Ugolino Lupi di Soragna |  |  |       |  |  |                  |  |  |                  |  |
|                        |                   | Caracosa Lupi di Soragna | …                       |  |  |       |  |  |                  |  |  |                  |  |
| Alda d'Este            |                   | Caracosa Lupi di Soragna |                         |  |  |       |  |  |                  |  |  |                  |  |
|                        | Bonifazio Ariosto | …                        |                         |  |  |       |  |  |                  |  |  |                  |  |
|                        | Bonifazio Ariosto | …                        |                         |  |  |       |  |  |                  |  |  |                  |  |
|                        | Bonifazio Ariosto | …                        |                         |  |  |       |  |  |                  |  |  |                  |  |
| Jacopo Ariosto         | Bonifazio Ariosto |                          |                         |  |  |       |  |  |                  |  |  |                  |  |
|                        |                   | ...                      | …                       |  |  |       |  |  |                  |  |  |                  |  |
|                        |                   | ...                      | …                       |  |  |       |  |  |                  |  |  |                  |  |
|                        |                   | ...                      | …                       |  |  |       |  |  |                  |  |  |                  |  |
| Lippa Ariosti          |                   | ...                      |                         |  |  |       |  |  |                  |  |  |                  |  |
|                        |                   | ...                      | …                       |  |  |       |  |  |                  |  |  |                  |  |
|                        |                   | ...                      | …                       |  |  |       |  |  |                  |  |  |                  |  |
|                        |                   | ...                      | …                       |  |  |       |  |  |                  |  |  |                  |  |
| ...                    |                   | ...                      |                         |  |  |       |  |  |                  |  |  |                  |  |
|                        |                   | …                        | …                       |  |  |       |  |  |                  |  |  |                  |  |
|                        |                   | …                        | …                       |  |  |       |  |  |                  |  |  |                  |  |
|                        |                   | …                        | …                       |  |  |       |  |  |                  |  |  |                  |  |
|                        |                   | …                        |                         |  |  |       |  |  |                  |  |  |                  |  |